# Perro de granja danés y sueco
El perro de granja danés y sueco (Dansk/svensk gårdshund) es una raza canina originaria de Dinamarca y el sur de Suecia que ha llegado a ser muy popular en todo Escandinavia.
Se trata de una antigua raza nativa que históricamente ha vivido y trabajado en granjas a ambos lados de Øresund, el estrecho que separa la isla de Selandia del pico sur de la península escandinava sirviendo como perro pastor, perro guardián de ganado, de vigilancia contra intrusos, como perro ratonero y perro de caza.
Algunas referencias indican que se origina desde razas Pinscher  y de los cazadores terrier británicos. Tiene un temperamento suave y amable pero con la fuerza suficiente como para proteger a su familia.

## Imágenes

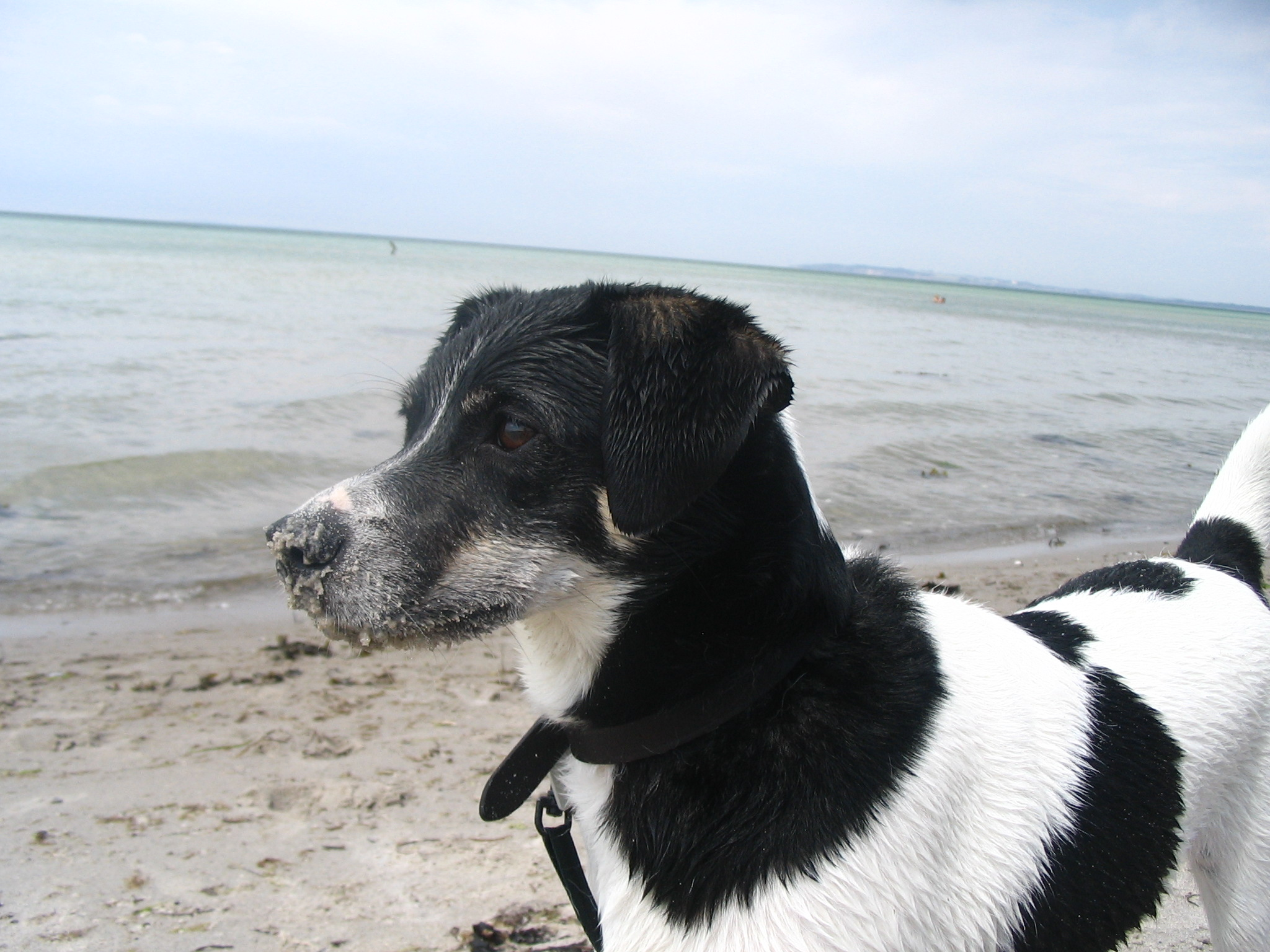
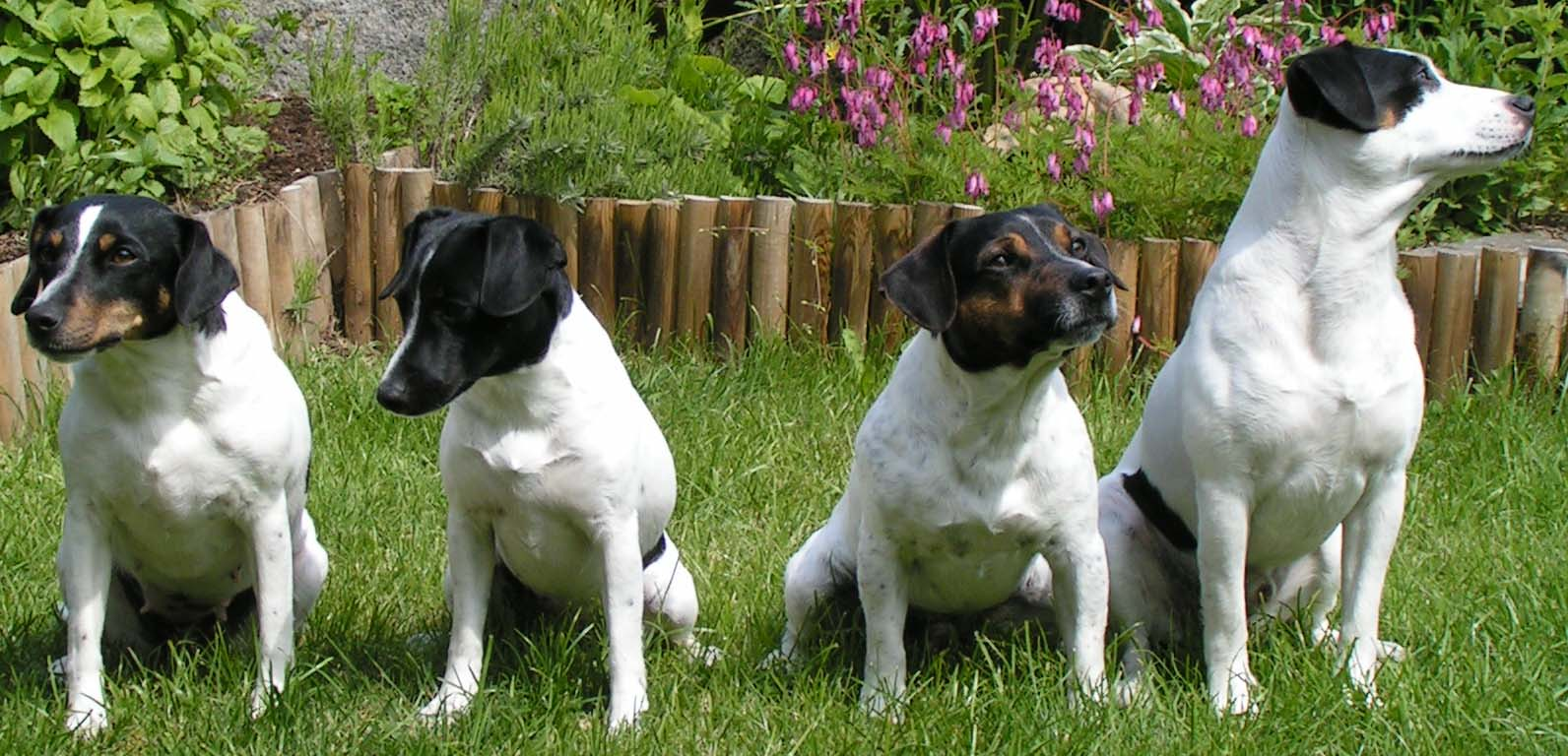
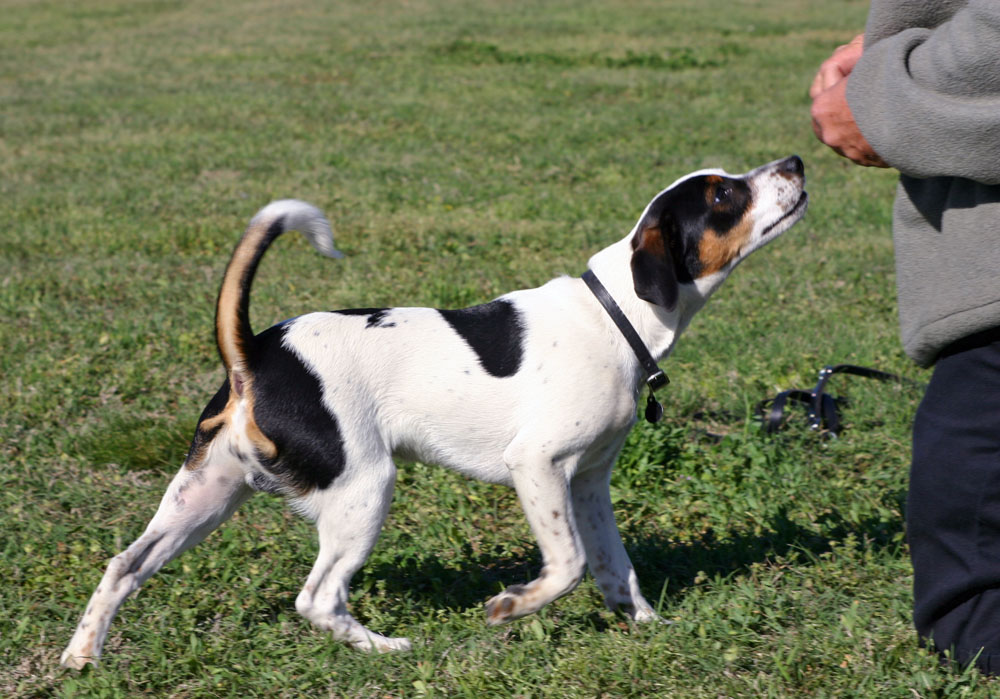